# Graf k-dzielny

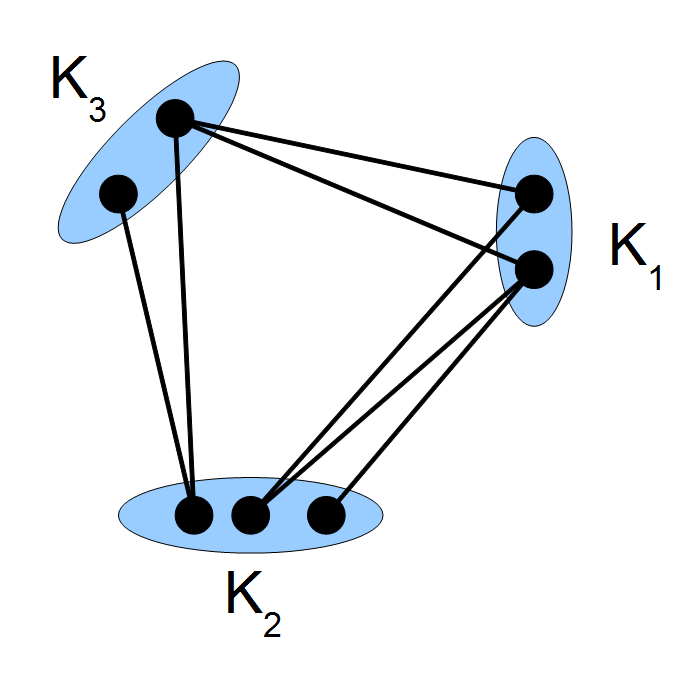
Graf trzyczęściowy

Graf k-dzielny – naturalne rozszerzenie klasy grafów dwudzielnych - jest to graf, którego zbiór wierzchołków można podzielić na k parami rozłącznych podzbiorów takich, że żadne dwa węzły należące do tego samego zbioru nie są połączone krawędzią.
Innymi słowy, jeżeli {\displaystyle \!G} jest grafem k-dzielnym, to na zbiorze jego wierzchołków {\displaystyle \!V(G)} istnieje podział:
{\displaystyle \!V(G)\ =\ \bigcup _{i\in 1\cdots k}V_{i}(G)}
taki, że 
{\displaystyle \!\forall _{u,v\in V_{i}(G)}\{u,v\}\notin E(G)}